# Cecilia Agraz
Cecilia Agraz (* 29. Januar 1991 in Hanford, Kalifornien) ist eine US-amerikanische Volleyball-, Beachvolleyball- und Beachhandballspielerin, die auf der Position der Verteidigerin im Beachhandball Nationalspielerin ihres Landes ist.

## Ausbildung und Karriere
Cecilia Agraz besuchte die Hanford High School und ging anschließend von 2009 bis 2013 an die California State University, Fresno, wo sie ihren Bachelor-Abschluss in Kommunikationswissenschaften erwarb. 2015 arbeitete sie als Wohnungsmaklerin in Arroyo Grande, seit 2016 in Manhattan Beach. Agraz spricht neben ihrer Muttersprache sowie Spanisch und Französisch auch die Amerikanische Gebärdensprache.

## Sportlicher Werdegang

### Volleyball und Beachvolleyball
Während ihren vier Jahren an der Universität spielte Agraz als Außenverteidigerin für die universitäre Volleyballmannschaft. Seit Anfang 2014 spielte sie in der nordkalifornischen Premier Volleyball League professionell Volleyball. Seit 2016 spielte sie zudem professionell Beachvolleyball in der AVP Pro Beach Tour. Jährlich spielt sie zwischen drei und acht Turnieren auf der Tour, bis 2022 waren es insgesamt 29 mit 17 verschiedenen Spielpartnerinnen, am häufigsten mit sechsmal mit der Polin Agnieszka Pregowska. Ihre besten Platzierungen waren 13. Ränge, die sie dreimal erreichte. Einmal, 2018 in Huntington Beach, trat sie mit ihrer Partnerin Lacey Fuller in der Volleyball World Beach Pro Tour an, erreichte aber nach einem Sieg und einer Niederlage in der Vorqualifikation nicht die Hauptrunde.

### Beachhandball
Cecilia Agraz gehört seit 2022 zum Kader der US-Nationalmannschaft im Beachhandball und wechselte damit wie der Großteil ihrer Mannschaftskameradinnen von anderen Sportarten zum Beachhandball. Hier spielt sie in der zentralen Verteidigung und baut damit auf die im Volleyball erworbenen Block-Qualitäten auf. Bei den Nor.Ca. Beach Handball Championships 2022 in Acapulco erreichten die USA wie schon 2019 das Finale gegen Mexiko, unterlag mit ihrer Mannschaft den Nachbarinnen aus dem Süden aber vor deren Heimpublikum. Die Qualifikation zu den Weltmeisterschaften 2022 in Iraklio auf Kreta gelang indes ohne größere Probleme. In Griechenland zogen die USA dank eines Sieges über Vietnam nach der Vorrunde in die Hauptrunde ein, wo allerdings alle weiteren Spiele verloren wurden und die USA somit die Qualifikation für das Viertelfinale verpassten. Nach einer Niederlage gegen Ungarn und einem Sieg über Australien spielte Agraz mit der US-Mannschaft zum Abschluss erneut gegen Vietnam um den 13. Platz, unterlag dieses Mal aber im Shootout. Für die World Games in Birmingham (Alabama) war die US-Mannschaft als Gastgeber automatisch qualifiziert. Auch dieses Turnier wurde noch von der Pandemie überschattet, von den acht qualifizierten Teams konnten Dänemark und Vietnam nicht antreten. Durch Siege über Australien und Mexiko konnten sich die Spielerinnen der Vereinigten Staaten in der Jeder-gegen-Jeden-Vorrunde als Tabellenvierte für das Halbfinale qualifizieren. Dort erwiesen sich aber die amtierenden Weltmeisterinnen aus Deutschland ebenso als zu stark wie die Mannschaft Argentiniens im Spiel um die Bronzemedaille.

## Erfolge (Beachvolleyball)
| World Games - 2022: 4. Weltmeisterschaften - 2022: 14. Nordamerika- und Karibikmeisterschaften - 2022: 2. |

## Belege und Anmerkungen
1. ↑  Cecilia Agraz - Women's Volleyball. Abgerufen am 25. Januar 2023 (englisch).
2. ↑  Cecilia Agraz. Abgerufen am 25. Januar 2023 (englisch).
3. ↑  LinkedIn-Profil
4. ↑  Cecilia Agraz | Vereine. In: women.volleybox.net. Abgerufen am 25. Januar 2023.
5. ↑  Cecilia Agraz - Professional Beach Volleyball Player. In: youtube.com. Abgerufen am 25. Januar 2023.
6. ↑  Cecilia Agraz. In: Beach Volleyball Database. Abgerufen am 25. Januar 2023 (englisch).
7. ↑  Women's Sr Beach Handball National Team Roster Announcement. In: teamusa.org. USA Team Handball, 8. März 2022, abgerufen am 25. Januar 2023 (englisch).
8. ↑  2022 NACHC Beach Handball Championship Match & Streaming Info - Updated Results. In: teamusa.org. USA Team Handball, 25. April 2022, abgerufen am 27. Januar 2023 (englisch).
9. ↑  IHF | USA men and Mexico women celebrate continental beach handball titles. Abgerufen am 12. August 2022.
10. ↑  IHF | USA's 'Self' promotion on the sand. Abgerufen am 12. August 2022.
11. ↑  IHF | Debutants USA storm into last four on home sand in Birmingham. Abgerufen am 12. August 2022.
12. ↑  Steve Irvine | 07.16.22: U.S. Beach Handball teams fail to medal but make progress in World… Abgerufen am 12. August 2022 (amerikanisches Englisch).

| Personendaten    | Personendaten                                                             |
| ---------------- | ------------------------------------------------------------------------- |
| NAME             | Agraz, Cecilia                                                            |
| KURZBESCHREIBUNG | US-amerikanische Volleyball-, Beachvolleyball- und Beachhandballspielerin |
| GEBURTSDATUM     | 29. Januar 1991                                                           |
| GEBURTSORT       | Hanford, Kalifornien                                                      |